# 化粧品

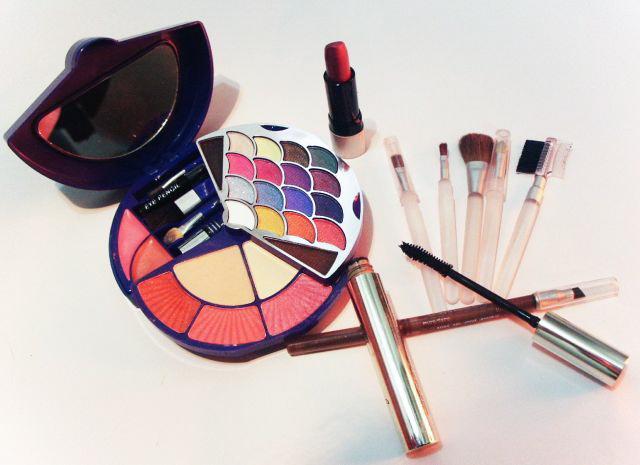
メーキャップ用化粧品

化粧品（けしょうひん、英語: cosmetics）は、体を清潔にしたり、外見（容貌）を変える目的で、皮膚や髪などに塗布や散布したりするもので、なかでも人体への作用が緩和なものをいう。いわゆる基礎化粧品、メイクアップ化粧品、シャンプーなどである。
コスメの語源について、14世紀初めにフランスで同業者組合サン･コーム（Saint‐Côme）が設立された。サン･コームは医療関係者の守護聖人聖コスマス（聖コスマスと聖ダミアノス）「聖コスマスは、フランス語では聖コスメとも」のフランスでの呼び名であるに由来する（理髪外科医を参照）。
当記事では世界の化粧品を扱う。

## 概説
メインターゲットは女性で、基礎化粧品（化粧水など）やメイクアップ化粧品（口紅、ファンデーションなど）など顔につけるものから、ボディ用商品に至るまで、商品は多岐に渡る。
なお、2003年頃からは、若い男性の間での肌への意識の高まりとともに男性用のスキンケア用の化粧品（シェービング・オイル、洗顔料、化粧水等）も販売額が増えている。これらは、「メトロセクシャル」「メンズコスメ」などのキャッチフレーズとともに注目を集めている。男性向けの場合はメイクアップ化粧品よりも、基礎化粧品やヘアトニック、整髪料、香水などといった分野が多い。
また、女性、男性向けともにアンチエイジングの効能をうたった商品も注目を集めるようになってきた。
- 口紅
- マニキュア液
- 香水

化粧品は（シャンプーや石鹸などのような、すぐ洗い流す洗浄剤を除けば）皮膚や毛髪など身体に直接的に長時間接触するために、含有成分と利用者の体質が合わないと、アレルギーを発症したり、肌荒れ、皮膚のかぶれ皮膚の腫れなど身体へのトラブルが発生する場合がある。そのためできるだけ自然に近い成分を使用し肌などに優しいことを特徴としてあげる商品もあるが、カルミン（コチニール色素）など天然成分であってもアレルギーを発症してしまう場合がある。
商品（商材）としての化粧品は、販売価格に、CMや広告などのための費用、つまり会計・経理用語でいう「宣伝・広告費」が特に多く含まれているという特徴が挙げられる。
よって、化粧品業界は商品イメージを作り出す力量、つまりブランディングやマーケティングの力量が問われる業界である。各種メディアで派手に宣伝・広告する一部の超大手メーカー以外にも、中小メーカーが非常に多く、また大手資本でありながら全く別のメーカー、ブランドとして活動する会社が多いのも特徴である。

## 種類（主な化粧品）
- 基礎化粧品（スキンケア）
  - 化粧水
  - 乳液
  - 洗顔料
  - クレンジング
  - 美容液
  - クリーム
- 仕上げ化粧品（メイクアップ）
  - ファンデーション
  - 眉墨（アイブロー）
  - マスカラ
  - アイシャドー（アイシャドウ）
  - アイライン
  - 口紅
  - グロス
  - 頬紅（チーク）
  - 白粉
  - マニキュア

## 歴史
初期の化粧品として、古代エジプトのコール、ひまし油などがある。

### ヨーロッパの歴史
ヨーロッパでは、6世紀から11世紀にかけて化粧品に関する情報はほとんど残っていない。12世紀に女性の医者トロトゥーラが書き残した医学者向けの情報『女性の化粧』（"De ornatu mulierum"）にラテン語で化粧品レシピが記載されている。その中には、髪を金色に染色する染料に関するレシピが8個確認できる。絵画などで金髪・ミルク色の肌が見られるが、そのような明るい金色のまま育つのはヨーロッパ人でも20人に1人程度とされるため、そのような金髪を目指して染色が行われたとされる。
16世紀には、ミルクのような肌にするため、美白化粧品として、ヴェネツィアン・サルースと呼ばれる鉛白が上流階級で使用されたことが記載されている。もちろん、重金属である鉛の長期間の使用は、健康にも美容にも良くなかった。

## 日本
日本で薬用化粧品といわれる化粧品は、医薬品、医療機器等の品質、有効性及び安全性の確保等に関する法律（薬機法）上、化粧品ではなく医薬部外品に分類されるが、医薬部外品の概念は日本、韓国等一部の国にのみあるもので、多くの地域にはそのような概念がないため、日本で医薬部外品にあたるようなものが化粧品として販売されていることがある。
日本標準商品分類では、香水及びオーデコロン、仕上用化粧品、皮膚用化粧品、頭髪用化粧品、特殊用途化粧品、その他の化粧品に大きく分類される。

### 日本での法的な定義
日本の法律では化粧品は次のように定義づけられている。
- 具体的には次のようなものが法律上の化粧品に該当する。
  - いわゆるメーキャップ化粧品、基礎化粧品、ヘアトニック、香水
  - 歯磨き、シャンプー、リンス、（身体を洗うための）石鹸、入浴剤など、いわゆる（和製英語での）トイレタリー製品
- 予防効果等を謳う、いわゆる薬用化粧品は、薬機法上は化粧品ではなく「医薬部外品」である。

### 日本での表示
化粧品には、消費者の誤認を招かないように販売名、製造販売業者の名称・住所、製造番号や記号などが明瞭に記載されていなければならない（薬機法第61条）。
原則として用いられている全成分が表示なされなければならない（非開示の承認を得たものを除く）。表示は配合量の多い順にされる。表示名称は、通常日本化粧品工業連合会で作成している表示名称リストに従う。全成分表示は、2001年（平成13年）からの措置である。同年以降、従来の化粧品の品目ごとの承認や許可が不要になったのを受けて、欧米と同様に、全成分の表示が義務付けられ、消費者への情報提供の機会が確保されたのである。
日本では薬機法で決められた有効成分を含有していれば、「治す」といった違反にあたらない表現の制限範囲の中で効能を表示することができる。

## 製造
化粧品の製造の全部または一部を行う場合には、化粧品製造業許可（一般）が、包装・表示・保管のみを行う場合には、化粧品製造業許可（包装・表示・保管）が必要である。

## 販売方法

### 製造販売（元売）
（薬機法上の）化粧品を日本国内で上市（製造・販売）するには、事業者は化粧品製造販売業許可を取得する必要がある。また、製品ごとに化粧品製造販売届が必要である。
輸入販売する事業者は化粧品製造販売業許可と製造業許可を取得する必要がある。さらに輸入品目ごとに化粧品外国届、化粧品製造販売届、化粧品輸入届の3つの届出が必要である。
日本国内で上市する商品には特別な場合を除いて容器とそれを覆う外箱に全成分、内容量、製造販売業者（輸入業者）の表記が必要である。

### 販売（小売）

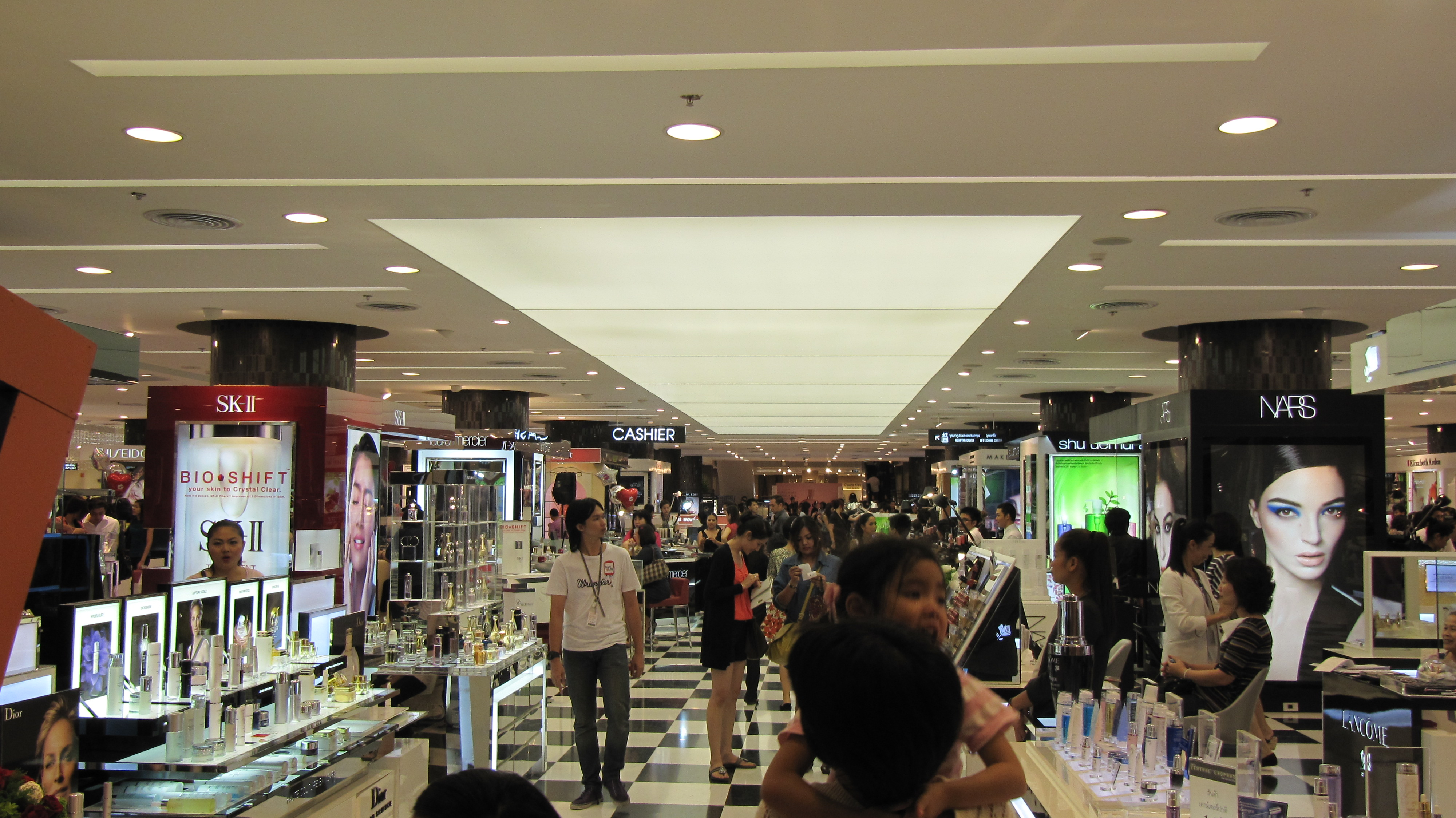
百貨店の化粧品売り場

百貨店やスーパーマーケット、ドラッグストア（薬局薬店）などの店頭販売のほか、通信販売（テレビショッピングなど）、訪問販売、連鎖販売取引などの方法で売られることが多い。
女性向け基礎化粧品ブランドを展開するメーカーは、百貨店等において独自のショップ（インショップ）を展開し、いわゆる対面販売により、ユーザ・来店客と対話しながら販売する方法を進める。一方で第二ブランド名を使い、ドラッグストアやスーパーなどでのセルフ販売も並行して行う場合も多い。
大手メーカーの場合は、百貨店用のブランド、専門店用のブランドなど販売チャネル毎に同じ価格帯のブランドを複数展開する場合も多い。
シャンプーや石鹸などは、化粧品店、薬局薬店、雑貨店、スーパー、コンビニエンスストア等で販売される。近年は、インターネットを利用したネットショップが隆盛で、外国からの個人輸入も増加している。
こうした中で、薬機法違反（無許可販売）にあたる個人輸入代行業者等が少なくなく、こうした業者を通じて購入した製品の健康被害が公表されており、国、都道府県では、個人輸入代行業者への監視を強めている。

### 輸入化粧品
輸入化粧品の販売方法は、以下のように大別される。
- 海外メーカーの日本法人による輸入・販売。または日本の製造販売業許可業者が海外メーカー（ブランドホルダー）と契約し、日本での販売権を得た上で販売する方法。いわゆる、正規代理店の輸入による販売。

成分処方を日本向けに改めて販売される場合もあるが、日本の薬機法・化粧品基準に抵触しない場合は本国・他国向け処方と同一の場合もある。
- 日本の販売業者が当該商品を取り扱っている海外の流通業者と取引し、国内の顧客から販売代金を回収し商品は海外から発送する個人輸入の形式をとり日本では未許可の商品を販売する並行輸入を代行した販売。
- 海外の販売業者が日本の個人向けに直接通信販売し、代金回収から商品発送まで海外で完結する販売（並行輸入）。

本国・他国向け処方と同一の場合が多い。日本と海外諸国の配合成分の規定は異なるので、方法b.の場合は本国・他国向け処方が日本の薬機法に適合しない場合もある。
上記2種類の販売方法はいずれも日本の薬機法で許可されたものではなく、PL法上の責任もないことから商品の購入に際しては十分な注意が必要である。
確認手段は製造販売業者にゆだねられており、かつ、確認手段および確認結果に対する国への報告義務はない。ただし、製造販売業者には製品の品質を保証する義務がある（GQP）。

## 世界の主要メーカー

### 世界シェアランキング
一般的に経済調査では化粧品・トイレタリー企業で区分されている。下記はそのランキングである。
※下に2020年における化粧品メーカーの売上高ランキングを別掲。
1. プロクター・アンド・ギャンブル（アメリカ）
2. ユニリーバ（イギリス）
3. ロレアル（フランス）
4. コルゲート・パーモリーブ（アメリカ）
5. ヘンケル（ドイツ）
6. レキットベンキーザー（イギリス）
7. 花王（日本）
8. SCジョンソン（アメリカ）
9. エスティローダー（アメリカ）
10. 資生堂（日本）
11. エイボン・プロダクツ（アメリカ）
12. バイヤスドルフ（ドイツ）
13. エコラボ（アメリカ）
14. ジョンソン・エンド・ジョンソン（アメリカ）
15. アルバート・カルバー（英語版）（アメリカ）
16. アクセス・ビジネス・グループ（アメリカ）
17. コティー（英語版）（アメリカ）
18. ジョンソン・ダイバーシー（英語版）（アメリカ）
19. リミテッド・ブランズ（英語版）（アメリカ）
20. LVMH（フランス）
21. クロロックス（英語版）（アメリカ）
22. メアリー・ケイ（英語版）（アメリカ）
23. ライオン（日本）
24. サラ・リー（英語版）（アメリカ）

世界の化粧品メーカー 売上高ランキング（2020年）
1. ロレアル（フランス）
2. エスティローダー（アメリカ）
3. プロクター・アンド・ギャンブル（アメリカ）
4. 資生堂（日本）
5. バイヤスドルフ（ドイツ）
6. LVMH（フランス）
7. コティ（アメリカ）
8. アモーレパシフィック（韓国）
9. コーセー（日本）
10. 花王（日本）

その他のメーカーはCategory:化粧品メーカー・ブランドを参照。

### 日本の主要メーカー
以下の日本メーカーは世界的に評価が高く、海外市場でも販売されており、中国の富裕層などでも販売が伸びている。
- 資生堂（SHISEIDO）
- カネボウ化粧品（Kanebo）
- コーセー（KOSÉ）
- ポーラ（POLA）
- 花王（Kao）